# Gaku Akazawa
Gaku Akazawa (en japonés: 赤澤岳, romanizado: Akazawa Gaku; Tokio, junio de 1990) es un luchador japonés y samoano. Se clasificó para representar a Samoa en los Juegos Olímpicos de París 2024.

## Biografía
Akazawa nació en Tokio en junio de 1990. Inicialmente compitió en kendo mientras crecía, antes de comenzar a luchar en sexto grado. Ganó campeonatos nacionales tanto en la escuela secundaria como en la escuela secundaria Hanasaki Tokuharu. Asistió a la Universidad Nihon, pero sufrió múltiples lesiones mientras competía allí, requiriendo cirugías en ambos hombros que terminaron con sus esperanzas de clasificar para los Juegos Olímpicos de Londres 2012.
Después de graduarse de la Universidad Nihon, Akazawa pasó varios años entrenando en Rusia, pero no logró clasificarse para los Juegos Olímpicos de Río de Janeiro 2016. Aún persiguiendo su sueño de la infancia de llegar a los Juegos Olímpicos, pensó que cambiar de nacionalidad le daría una mejor oportunidad de llegar a los próximos Juegos Olímpicos. Recordó que uno de sus profesores de secundaria había enseñado judo en Samoa y se puso en contacto con él.
Akazawa se mudó a Samoa en junio de 2017 y continuó entrenando; United World Wrestling señaló que se convirtió en uno de los «aproximadamente 10 luchadores mayores de 14 años en todo el país», ya que el rugby es el deporte más popular. Allí abrió un gimnasio donde enseña este deporte. Después de casarse con una mujer que conoció en Samoa en 2018, abrió un salón de masajes, que se hizo popular a nivel local. Intentó asistir a los Juegos Olímpicos de Tokio 2020, pero no pudo obtener la ciudadanía samoana a tiempo. Akazawa obtuvo la ciudadanía samoana en diciembre de 2023.  Compitió en el Torneo de Clasificación Olímpica de Lucha de África y Oceanía de 2024 y derrotó a su oponente de Guinea-Bisáu para clasificarse para los Juegos Olímpicos de París 2024.